# U-20-Fußball-Weltmeisterschaft der Frauen 2010/Gruppe D
| Pl. | Land     | Sp. | S | U | N | Tore    | Diff. | Punkte |
| --- | -------- | --- | - | - | - | ------- | ----- | ------ |
| 1.  | USA      | 3   | 2 | 1 | 0 | 007:100 | +6    | 07     |
| 2.  | Südkorea | 3   | 2 | 0 | 1 | 008:300 | +5    | 06     |
| 3.  | Ghana    | 3   | 1 | 1 | 1 | 005:500 | ±0    | 04     |
| 4.  | Schweiz  | 3   | 0 | 0 | 3 | 000:110 | −11   | 0      |

Gruppe D der U-20-Fußball-Weltmeisterschaft der Frauen 2010:

## USA – Ghana 1:1 (0:1)
| USA                                                           | USA | Ghana | Ghana |
| ------------------------------------------------------------- | --- | --- | ----- |
| Vereinigte Staaten                                            | \| 1. Spieltag \| \| 14. Juli 2010 um 18:00 Uhr in Dresden (Rudolf-Harbig-Stadion) \| \| Zuschauer: 9.430 \| \| Schiedsrichterin: Dagmar Damková ( Tschechien) \| \| Spielbericht \|                                                                              | \| 1. Spieltag \| \| 14. Juli 2010 um 18:00 Uhr in Dresden (Rudolf-Harbig-Stadion) \| \| Zuschauer: 9.430 \| \| Schiedsrichterin: Dagmar Damková ( Tschechien) \| \| Spielbericht \|                                                                                 | Ghana |
| Vereinigte Staaten                                            | Bianca Henninger – Toni Pressley, Rachel Quon, Crystal Dunn, Kendall Johnson, Vicki DiMartino (46. Maya Hayes), Kristie Mewis, Christine Nairn (54. Teresa Noyola), Zakiya Bywaters (77. Courtney Verloo), Sydney Leroux , Amber Brooks Cheftrainerin: Jill Ellis | Patricia Mantey – Janet Egyir, Rosemary Ampem, Elizabeth Cudjoe (67. Samira Suleman), Florence Dadson, Deborah Afriyie, Mantenn Kobblah, Mercy Myles (35. Elizabeth Addo), Juliet Acheampong, Faiza Ibrahim (83. Janet Owusu), Edem Atovor Cheftrainer: James Dadzie | Ghana |
| Vereinigte Staaten                                            | 1:1 Leroux (70.) | 0:1 Cudjoe (7.) | Ghana |
| Vereinigte Staaten                                            | Ibrahim (41.) | | Ghana |
| 1. Spieltag                                                   | | |       |
| 14. Juli 2010 um 18:00 Uhr in Dresden (Rudolf-Harbig-Stadion) | | |       |
| Zuschauer: 9.430                                              | | |       |
| Schiedsrichterin: Dagmar Damková ( Tschechien)                | | |       |
| Spielbericht                                                  | | |       |

## Schweiz – Südkorea 0:4 (0:2)
| Schweiz                                                       | Schweiz | Südkorea | Südkorea |
| ------------------------------------------------------------- | --- | --- | -------- |
| Schweiz                                                       | \| 1. Spieltag \| \| 14. Juli 2010 um 15:00 Uhr in Dresden (Rudolf-Harbig-Stadion) \| \| Zuschauer: 9.430 \| \| Schiedsrichterin: Silvia Reyes Juárez ( Peru) \| \| Spielbericht \|                                                                                       | \| 1. Spieltag \| \| 14. Juli 2010 um 15:00 Uhr in Dresden (Rudolf-Harbig-Stadion) \| \| Zuschauer: 9.430 \| \| Schiedsrichterin: Silvia Reyes Juárez ( Peru) \| \| Spielbericht \|                                                 | Südkorea |
| Schweiz                                                       | Nathalie Schwery – Sarah Steinmann, Danique Stein , Selina Kuster, Chantal Fimian, Ana Maria Crnogorčević (77. Nadine Baker), Ramona Bachmann, Samira Susuri, Michelle Probst (57. Lara Keller), Lia Wälti, Jehona Mehmeti (69. Cinzia Jörg) Cheftrainer: Yannick Schwery | Moon So-ri – Seo Hyun-sook, Lim Seon-joo, Jeong Yeon-ga, Kim Na-rae (78. Kwon Eun-som), Jung Hae-in (66. Kang Yu-mi), Ji So-yun, Lee Hyun-young (74. Jeoun Eun-ha), Lee Min-a, Kim Jin-young, Kim Hye-ri Cheftrainer: Choi In-cheul | Südkorea |
| Schweiz                                                       | 0:1 Ji So-yun (34.) 0:2 Lee Hyun-young (42.) 0:3 Ji So-yun (52.) 0:4 Ji So-yun (64.) | | Südkorea |
| Schweiz                                                       | Bachmann (90.+3') | | Südkorea |
| 1. Spieltag                                                   | | |          |
| 14. Juli 2010 um 15:00 Uhr in Dresden (Rudolf-Harbig-Stadion) | | |          |
| Zuschauer: 9.430                                              | | |          |
| Schiedsrichterin: Silvia Reyes Juárez ( Peru)                 | | |          |
| Spielbericht                                                  | | |          |

## USA – Schweiz 5:0 (3:0)
| USA                                                           | USA | Schweiz | Schweiz |
| ------------------------------------------------------------- | --- | --- | ------- |
| Vereinigte Staaten                                            | \| 2. Spieltag \| \| 17. Juli 2010 um 18:00 Uhr in Dresden (Rudolf-Harbig-Stadion) \| \| Zuschauer: 17.234 \| \| Schiedsrichterin: Etsuko Fukano ( Japan) \| \| Spielbericht \|                                                                              | \| 2. Spieltag \| \| 17. Juli 2010 um 18:00 Uhr in Dresden (Rudolf-Harbig-Stadion) \| \| Zuschauer: 17.234 \| \| Schiedsrichterin: Etsuko Fukano ( Japan) \| \| Spielbericht \|                                                                                        | Schweiz |
| Vereinigte Staaten                                            | Bianca Henninger – Toni Pressley, Rachel Quon, Crystal Dunn, Kendall Johnson, Kristie Mewis, Christine Nairn , Zakiya Bywaters (70. Mollie Pathman), Maya Hayes (78. Meg Morris), Sydney Leroux (81. Samantha Mewis), Amber Brooks Cheftrainerin: Jill Ellis | Nathalie Schwery – Sarah Steinmann, Muriel Bouakaz (46. Rahel Kiwic), Danique Stein , Selina Kuster, Lara Keller, Chantal Fimian, Ana Maria Crnogorčević, Ramona Bachmann (74. Cora Canetta), Lia Wälti, Jehona Mehmeti (46. Cinzia Jörg) Cheftrainer: Yannick Schwery | Schweiz |
| Vereinigte Staaten                                            | 1:0 K. Mewis (4.) 2:0 Leroux (23.) 3:0 Bywaters (25.) 4:0 Leroux (52.) 5:0 Leroux (76.) | | Schweiz |
| Vereinigte Staaten                                            | Morris (81.) | | Schweiz |
| 2. Spieltag                                                   | | |         |
| 17. Juli 2010 um 18:00 Uhr in Dresden (Rudolf-Harbig-Stadion) | | |         |
| Zuschauer: 17.234                                             | | |         |
| Schiedsrichterin: Etsuko Fukano ( Japan)                      | | |         |
| Spielbericht                                                  | | |         |

## Ghana – Südkorea 2:4 (1:1)
| Ghana                                                         | Ghana | Südkorea | Südkorea |
| ------------------------------------------------------------- | --- | --- | -------- |
| Ghana                                                         | \| 2. Spieltag \| \| 17. Juli 2010 um 15:00 Uhr in Dresden (Rudolf-Harbig-Stadion) \| \| Zuschauer: 17.234 \| \| Schiedsrichterin: Christina Pedersen ( Norwegen) \| \| Spielbericht \|                                                                                      | \| 2. Spieltag \| \| 17. Juli 2010 um 15:00 Uhr in Dresden (Rudolf-Harbig-Stadion) \| \| Zuschauer: 17.234 \| \| Schiedsrichterin: Christina Pedersen ( Norwegen) \| \| Spielbericht \|                                               | Südkorea |
| Ghana                                                         | Patricia Mantey – Janet Egyir, Rosemary Ampem, Elizabeth Cudjoe (90.+1 Samira Suleman), Elizabeth Addo, Florence Dadson, Deborah Afriyie (89. Faiza Ibrahim), Mantenn Kobblah, Mercy Myles (76. Priscilla Saahene), Juliet Acheampong, Edem Atovor Cheftrainer: James Dadzie | Moon So-ri – Seo Hyun-sook, Lim Seon-joo, Jeong Yeon-ga, Kim Na-rae, Jung Hae-in (82. Lee Young-ju), Ji So-yun, Lee Hyun-young (64. Jeoun Eun-ha), Lee Min-a (73. Kwon Eun-som), Kim Jin-young, Kim Hye-ri Cheftrainer: Choi In-cheul | Südkorea |
| Ghana                                                         | 1:0 Afriyie (28.) 2:1 Cudjoe (56.) | 1:1 Ji So-yun (41.) 2:2 Kim Na-rae (62.) 2:3 Kim Jin-young (70.) 2:4 Ji So-yun (87.) | Südkorea |
| Ghana                                                         | Kim Na-rae (68.), Lee Young-ju (90.) | | Südkorea |
| 2. Spieltag                                                   | | |          |
| 17. Juli 2010 um 15:00 Uhr in Dresden (Rudolf-Harbig-Stadion) | | |          |
| Zuschauer: 17.234                                             | | |          |
| Schiedsrichterin: Christina Pedersen ( Norwegen)              | | |          |
| Spielbericht                                                  | | |          |

## Südkorea – USA 0:1 (0:1)
| Südkorea                                                              | Südkorea | USA | USA                |
| --------------------------------------------------------------------- | --- | --- | ------------------ |
| Südkorea                                                              | \| 3. Spieltag \| \| 21. Juli 2010 um 18:00 Uhr in Bielefeld (FIFA U-20-Frauen-WM-Stadion) \| \| Zuschauer: 5.420 \| \| Schiedsrichterin: Bibiana Steinhaus ( Deutschland) \| \| Spielbericht \|                                      | \| 3. Spieltag \| \| 21. Juli 2010 um 18:00 Uhr in Bielefeld (FIFA U-20-Frauen-WM-Stadion) \| \| Zuschauer: 5.420 \| \| Schiedsrichterin: Bibiana Steinhaus ( Deutschland) \| \| Spielbericht \|                                                            | Vereinigte Staaten |
| Südkorea                                                              | Moon So-ri – Seo Hyun-sook, Lim Seon-joo, Jeong Yeon-ga, Kwon Eun-som, Jung Hae-in, Lee Hyun-young (46. Ji So-yun), Lee Young-ju (64. Lee Min-a), Kang Yu-mi, Jeoun Eun-ha (56. Kim Jin-young), Kim Hye-ri Cheftrainer: Choi In-cheul | Bianca Henninger – Toni Pressley, Rachel Quon, Crystal Dunn, Kendall Johnson, Kristie Mewis, Christine Nairn, Zakiya Bywaters (69. Courtney Verloo), Maya Hayes (57. Teresa Noyola), Sydney Leroux (86. Meg Morris), Amber Brooks Cheftrainerin: Jill Ellis | Vereinigte Staaten |
| Südkorea                                                              | 0:1 Leroux (21.) | | Vereinigte Staaten |
| 3. Spieltag                                                           | | |                    |
| 21. Juli 2010 um 18:00 Uhr in Bielefeld (FIFA U-20-Frauen-WM-Stadion) | | |                    |
| Zuschauer: 5.420                                                      | | |                    |
| Schiedsrichterin: Bibiana Steinhaus ( Deutschland)                    | | |                    |
| Spielbericht                                                          | | |                    |

## Ghana – Schweiz 2:0 (2:0)
| Ghana                                              | Ghana | Schweiz | Schweiz |
| -------------------------------------------------- | --- | --- | ------- |
| Ghana                                              | \| 3. Spieltag \| \| 21. Juli 2010 um 18:00 Uhr in Bochum (Ruhrstadion) \| \| Zuschauer: 2.450 \| \| Schiedsrichterin: Florence Guillemin ( Frankreich) \| \| Spielbericht \|                                                                                          | \| 3. Spieltag \| \| 21. Juli 2010 um 18:00 Uhr in Bochum (Ruhrstadion) \| \| Zuschauer: 2.450 \| \| Schiedsrichterin: Florence Guillemin ( Frankreich) \| \| Spielbericht \|                                                                                           | Schweiz |
| Ghana                                              | Patricia Mantey – Janet Egyir (25. Cynthia Adobia), Rosemary Ampem, Elizabeth Cudjoe (76. Mercy Myles), Elizabeth Addo , Florence Dadson, Deborah Afriyie (58. Samira Suleman), Mantenn Kobblah, Juliet Acheampong, Edem Atovor, Janet Owusu Cheftrainer: James Dadzie | Pascale Küffer – Carolyn Mallaun (46. Cora Canetta), Sarah Steinmann, Muriel Bouakaz , Lara Keller, Chantal Fimian (83. Nadine Baker), Ana Maria Crnogorčević, Samira Susuri, Michelle Probst, Lia Wälti (60. Cinzia Jörg), Vanessa Pittet Cheftrainer: Yannick Schwery | Schweiz |
| Ghana                                              | 1:0 Addo (31.) 2:0 Cudjoe (42.) | | Schweiz |
| 3. Spieltag                                        | | |         |
| 21. Juli 2010 um 18:00 Uhr in Bochum (Ruhrstadion) | | |         |
| Zuschauer: 2.450                                   | | |         |
| Schiedsrichterin: Florence Guillemin ( Frankreich) | | |         |
| Spielbericht                                       | | |         |